# Tore Sten
Tore Sten (ur. 19 października 1926 w Järvsö w gminie Ljusdal, zm. 28 grudnia 2009 w Helsingborgu) – szwedzki lekkoatleta, sprinter i średniodystansowiec, medalista mistrzostw Europy z 1946.
Zdobył brązowy medal w sztafecie 4 × 400 metrów na mistrzostwach Europy w 1946 w Oslo (sztafeta biegła w składzie: Folke Alnevik, Stig Lindgård, Sven-Erik Nolinge i Sten).
Był mistrzem Szwecji w biegu na 800 metrów 1951, wicemistrzem w biegu na 400 metrów w 1946 oraz brązowym medalista w biegu na 800 metrów w 1949 i 1950.
Jego rekord życiowy w biegu na 400 metrów wynosił 48,5 s (ustanowiony 28 sierpnia 1946 w Göteborgu), a w biegu na 800 metrów 1:51,0 (ustanowiony 26 sierpnia 1949 w Sztokholmie).